# 12776 Reynolds
För andra betydelser, se Reynolds (olika betydelser).
12776 Reynolds eller 1994 PT31 är en asteroid i huvudbältet som upptäcktes den 12 augusti 1994 av den belgiske astronomen Eric W. Elst vid La Silla-observatoriet. Den är uppkallad efter den irländske ingenjören Osborne Reynolds.
Asteroiden har en diameter på ungefär 3 kilometer.